# Route P49 (Lettonie)
Pour les articles homonymes, voir P49.
La route P49 (Autoceļš P49) est une  route régionale de Lettonie reliant Kārsava à Ezernieki.
Elle a une longueur de 75,7 km.

## Présentation
La route P49 Kārsava—Ludza—Ezernieki est une route régionale qui relie Kārsava à la route A12 à Ludza et plus loin à Ezernieki.
L'autoroute est longue de 75,7 km.
La route traverse les novads de Ludza et de Krāslava.

## Tracé
- Kārsava,
- Pudinava,
- Mērdzene,
- Pušmucova,
- Ludza,
- Martiši,
- Ņukši,
- Pilda,
- Ezernieki.